# Powierzchnia Roche’a

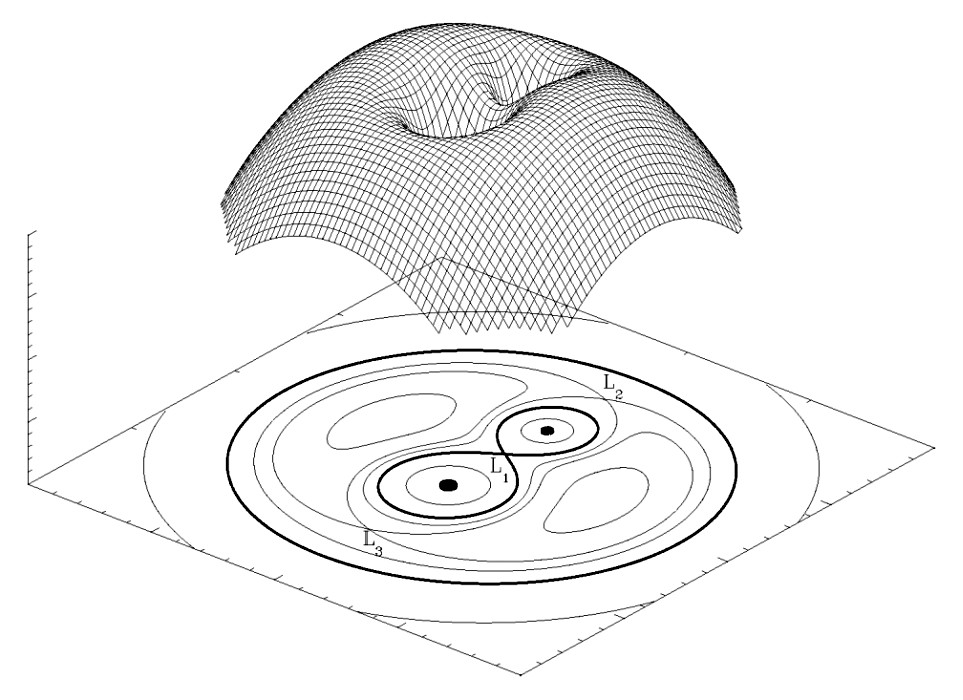
Potencjał ciała rotującego wraz z układem gwiazd o niejednakowych masach, w ich układzie podwójnym. Przekrój u dołu pokazuje płaszczyznę równikową układu. Pogrubiona linia o kształcie ósemki oznacza powierzchnie Roche’a obydwu składników. i oznaczają punkty Lagrange’a, przez które materia może przepływać pomiędzy składnikami lub wypływać z układu

Powierzchnia Roche’a – powierzchnia okalająca obszar grawitacyjnej dominacji danej gwiazdy w układzie podwójnym. Materia znajdująca się poza powierzchnią Roche’a może opuścić gwiazdę bez konieczności uzyskania dodatkowej energii. Pojęcie to jest niezwykle ważne w interpretacji takich obiektów jak układy typu Algola, rentgenowskie układy podwójne, zmienne kataklizmiczne czy pulsary milisekundowe.
Powierzchnia Roche’a jest jedną z powierzchni ekwipotencjalnych wokół gwiazdy, ale bardzo szczególną. Bliżej gwiazdy powierzchnie ekwipotencjalne mają w przybliżeniu kształt sferyczny, jak dla pojedynczej gwiazdy. Nieco dalej ważny staje się efekt obecności towarzysza oraz efekt ruchu orbitalnego obu gwiazd wokół ich środka masy. Powoduje to, że powierzchnie ekwipotencjalne są wydłużone w kierunku towarzysza. Powierzchnie o mniejszym potencjale otaczają każdą z gwiazd układu z osobna, ale w miarę zwiększania energii potencjalnej dochodzi do połączenia oddzielnych powierzchni obu gwiazd w jedną, o kształcie przekroju przypominającym cyfrę osiem. Powierzchnię o tym potencjale, okalającą jedną z gwiazd, nazywamy powierzchnią Roche’a tej gwiazdy. Punkt pomiędzy gwiazdami, gdzie stykają się powierzchnie Roche’a obu gwiazd, to wewnętrzny punkt Lagrange’a L1, leżący na osi łączącej środki obu gwiazd.
Równania opisujące położenie powierzchni Roche’a dla gwiazdy w zależności od stosunku mas gwiazd w układzie podwójnym oraz separacji gwiazd oparte są na założeniu, że ruch gwiazd odbywa się po orbicie kołowej, a gwiazdy korotują, to znaczy ich ruch obrotowy względem osi odbywa się z tą samą prędkością kątową co ruch orbitalny.
Jeżeli gwiazda w wyniku ewolucji, np. utraty momentu pędu orbitalnego lub masy, wypełnia swoją powierzchnię Roche’a, a jej górne warstwy atmosfery wystają nieco ponad tę powierzchnię, to materia z gwiazdy zaczyna wypływać przez punkt L1 w kierunku drugiej towarzyszki. Wypływająca struga nie płynie wzdłuż osi łączącej środki obu gwiazd, ale ze względu na ruch orbitalny i wywołaną nim siłę Coriolisa odchyla się. Jeżeli gwiazda, na którą opada materia, ma rozmiar niewielki w stosunku do promienia swojej powierzchni Roche’a, a jej pole magnetyczne jest niezbyt silne , materia tworzy wokół obiektu centralnego dysk akrecyjny. Przepływ masy pomiędzy gwiazdami, zachodzący w wyniku wypełniania przez jedną z nich swojej powierzchni Roche’a, ma duży wpływ na dalszą ewolucję gwiazd.
Pokrewnym, ale odrębnym pojęciem jest granica Roche’a. W obu przypadkach nazwa pochodzi od nazwiska francuskiego astronoma, Édouarda Roche’a.

## Przybliżone wzory na rozmiar powierzchni Roche’a
Przybliżony rozmiar powierzchni Roche’a oszacował Bohdan Paczyński w pracy opublikowanej w „Annual Reviews of Astronomy and Astrophysics” w 1971 roku:
{\displaystyle {\frac {r_{1}}{A}}=0{,}38+0,2\log {\frac {M_{1}}{M_{2}}}}
dla
{\displaystyle 0{,}3<{\frac {M_{1}}{M_{2}}}<20}
oraz
{\displaystyle {\frac {r_{1}}{A}}=0{,}46224\left({\frac {M_{1}}{M_{1}+M_{2}}}\right)^{1/3}}
dla
{\displaystyle {\frac {M_{1}}{M_{2}}}<0{,}8}
W powyższej zależności, A oznacza separację składników, {\displaystyle r_{1}} jest promieniem sfery Roche’a wokół składnika o masie {\displaystyle M_{1},} zaś {\displaystyle M_{2}} oznacza masę towarzysza. Wzory te są zgodne z wynikami obliczeń numerycznych z dokładnością do 2%, a wspomniana praca doczekała się już ponad 800 cytowań w literaturze astrofizycznej.